# Comtat d'Alytus
El comtat d'Alytus (lituà Alytaus apskritis) és un dels deu comtats de Lituània. Conté els municipis de:
- Municipi d'Alytus
- Alytus (districte)
- Municipi de Druskininkai
- Lazdijai (districte)
- Varėna (districte)